# コブザール (詩集)
コブザール（ウクライナ語: Кобзар、コブザール、意：「吟遊詩人」）は、ウクライナの詩人であり画家のタラス・シェフチェンコによる詩集である。1840年にロシア帝国のサンクトペテルブルクで初版が出版され、シェフチェンコの代表作としてウクライナ文学の金字塔とされる。「コブザール」は、ウクライナの伝統的な吟遊詩人を指す言葉で、シェフチェンコ自身もこの詩集により「コブザール」の愛称で呼ばれるようになった。本作はウクライナの国民的・文学的復興の象徴として、文化的アイデンティティを体現する。

## 概要
『コブザール』は、シェフチェンコの詩を集めた作品で、初版（1840年）には8つの詩が収録された。以降、シェフチェンコの生前（1861年没）に1844年、1860年の版が刊行され、詩の数や内容が拡充された。ロシア帝国の厳しい検閲下で出版されたため、一部の詩は国外（プラハやドイツ）で刊行された。特に1860年版は、ウクライナの慈善家プラトン・シィミレンコの資金援助により、17の詩を収録する充実した版となった。
本作は、ウクライナの農民の苦しみ、歴史、自由への希求をテーマとし、ロマン主義とリアリズムを融合した詩で知られる。シェフチェンコの詩はウクライナ語の文学的地位を高め、国民意識の覚醒に寄与した。

## 収録詩（初版）
初版（1840年）に収録された8つの詩は以下の通り：
- 「わが思いよ、わが思いよ、汝らはわが破滅なり」（Думи мої, думи мої, лихо мені з вами）
- 「ペレベンジャ」（Перебендя）
- 「カテリーナ」（Катерина）
- 「ポプラ」（Тополя）
- 「想い」（Думка）
- 「なぜ私は黒い眉を持たねばならぬのか」（Нащо мені чорні брови）
- 「オシノヴヤネンコへ」（До Основ'яненка）
- 「イヴァン・ピドコーヴァ」（Іван Підкова）
- 「タラスの夜」（Тарасова ніч）

これらの詩は、ウクライナの民衆の生活や歴史的英雄を歌い、6篇が特定の人物やテーマに献呈された。

## 出版の歴史

### 初版（1840年）

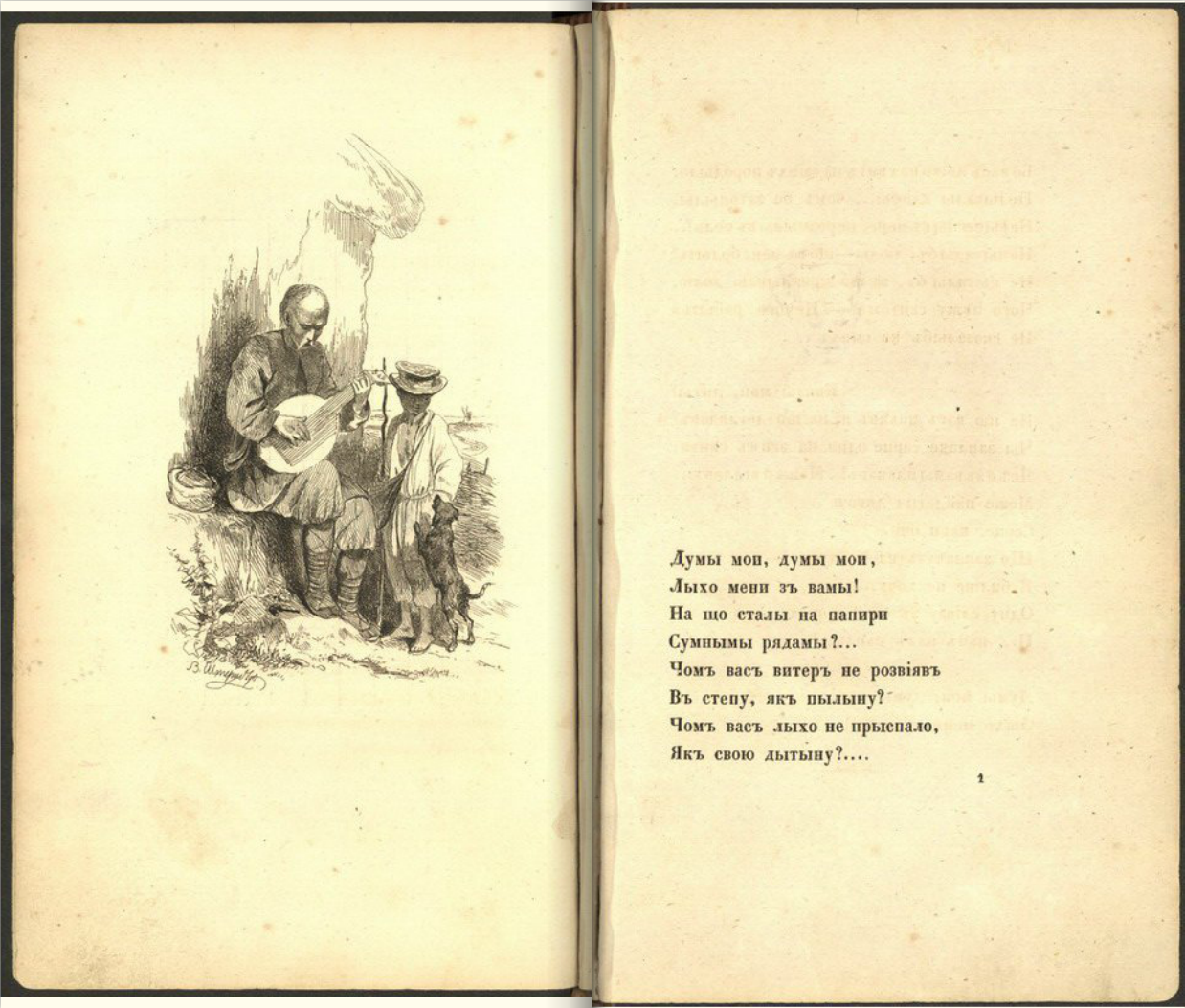
初版（1840年）の挿絵（ヴァシーリ・シュテルンベルク作）

初版はサンクトペテルブルクのЕ. Ф. フィッシャー印刷所で1000部刊行されたが、検閲により115ページ版の大部分が破棄され、114ページ版が主に残った。現存する115ページ版は稀で、サンクトペテルブルクに1部が保管されている。冒頭にはヴァシーリ・シュテルンベルクによるエッチング（盲目の吟遊詩人と少年）が掲載され、詩集の象徴性を高めた。

### 第二版（1844年）
1844年、『チヒリンのコブザールとハイダマキ』として再版され、詩「ハイダマキ (詩)」が追加された。しかし、1847年のシェフチェンコ逮捕後、『コブザール』はロシア帝国で禁止・没収され、稀少な書籍となった。

### 第三版（1860年）
1860年、プラトン・シィミレンコの資金で出版され、17の詩を収録。検閲により「夢」「カフカス」などの詩は収録できなかった。シェフチェンコの肖像画が冒頭に掲載された。

### 国外での出版
ロシア帝国の検閲を回避するため、1859年にライプツィヒで詩人の友人らにより一部の詩が出版された。また、1860年にはロシア語訳版がサンクトペテルブルクで刊行された。

### 後期の出版
- 1867年（コジャンチコフ版）：ロシアの出版社D.コジャンチコフにより、当時最も完全な版が刊行[2]。
- 1876年（プラハ版）：未発表詩を含む2巻版が刊行[2]。
- 1878年（ジュネーブ）：ミハイロ・ドラホマノフによるポケット版が密輸でウクライナに持ち込まれた[2]。
- 1911年：没後50周年記念版がサンクトペテルブルクで出版[3]。

## 「コブザール」の意義

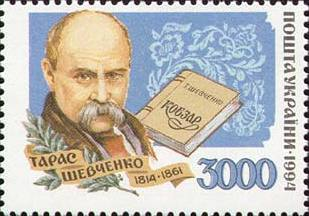
1994年ウクライナの切手（シェフチェンコと『コブザール』）

「コブザール」は、ウクライナの吟遊詩人を指す言葉で、コブザやバンドゥーラを演奏しながら叙事詩「ドゥーマ」を歌う文化を象徴する。コブザール|は単なる音楽家ではなく、ウクライナの歴史や文化を伝承する社会的役割を果たした。
シェフチェンコの『コブザール』は、この伝統を受け継ぎ、ウクライナの民衆の声として詩に結実させた。現代では、シェフチェンコの全詩集を指す呼称としても用いられ、ウクライナ文学の象徴である。

## 文化的影響
『コブザール』はウクライナの国民的アイデンティティ形成に大きく寄与し、ウクライナ独立運動や文化的復興の原動力となった。ソビエト時代には検閲を受けたが、ウクライナ系ディアスポラにより英訳やラテン文字版が出版され、国際的な認知を広げた。2013年にはピーター・フェディンスキーの英訳『完全なるコブザール』が刊行された。